# Sadlno (województwo wielkopolskie)
Sadlno – wieś w Polsce położona w województwie wielkopolskim, w powiecie konińskim, w gminie Wierzbinek. Miejscowość jest siedzibą sołectwa Sadlno. Częściami integralnymi wsi są: Wandzinowo, Wojciechowo oraz Złotowo. W roku 2011 miejscowość liczyła 403 mieszkańców, w tym 218 kobiet i 185 mężczyzn.
W latach 1975–1998 miejscowość położona była w województwie konińskim.

## Historia
Osadnictwo na obszarze współczesnego Sadlna istniało w okresie kultury pucharów lejkowatych. Wieś wzmiankowana jest w źródłach z roku 1325. W XV wieku była wsią szlachecką.
W Sadlnie urodził się Jerzy Giergielewicz, polski pisarz.
W PRL-u we wsi powstała Rolnicza Spółdzielnia Produkcyjna. 

## Zabytki
W rejestrze zabytków znajdują się:
- zbudowany w latach 1855–1860 neogotycki[9] kościół parafialny pw. św. Mikołaja
- oraz cmentarz rzymskokatolicki z połowy XIX wieku.

W gminnej ewidencji zabytków ujęte są:
- ogrodzenie z bramą przy kościele św. Mikołaja z drugiej połowy XIX wieku;
- murowana kaplica cmentarna pw. św. Wojciecha z pierwszej połowy XX wieku
- kaplica grobowa Morzyckich z drugiej połowy XIX wieku;
- ogrodzenie i brama cmentarza z drugiej połowy XIX wieku.

W miejscowości znajduje się także: przedszkole, szkoła podstawowa im. Mikołaja Kopernika i jednostka OSP.